# Рибулоза
Рибулозата е кетопентоза — монозахарид изграден от пет въглеродни атома с кетонна функционална група. Има емпирична формула C5H10O5. Съществуват два енантиомера: D-рибулоза (D-еритро-пентулоза) и L-рибулоза (L-еритро-пентулоза). D-Рибулозата е диастерeомер на D-ксилозата.
Рибулозата е междинен метаболит от пентозо фосфатния път. Тя е необходима за синтеза на други важни междинни метаболити както и синтеза на биологично активни вещества и структурните единици на РНК и ДНК. Например D-рибулозата е метаболит при синтеза на D-арабитол при фунгите. Също така под формата на 1,5-дифосфат D-рибулоза се свързва с въглеродния диоксид в началато на фотосинтезата при зелените растения (Цикъл на Калвин).
Синтетична рибулоза позната като сукрорибулоза влиза в състава на множество изкуствени подсладители.